# 춘계 한국여자축구연맹전
춘계 한국여자축구연맹전(春季韓國女子蹴球聯盟戰)은 대한민국의 여자 축구 대회이다. 